# Neumarkt im Mühlkreis

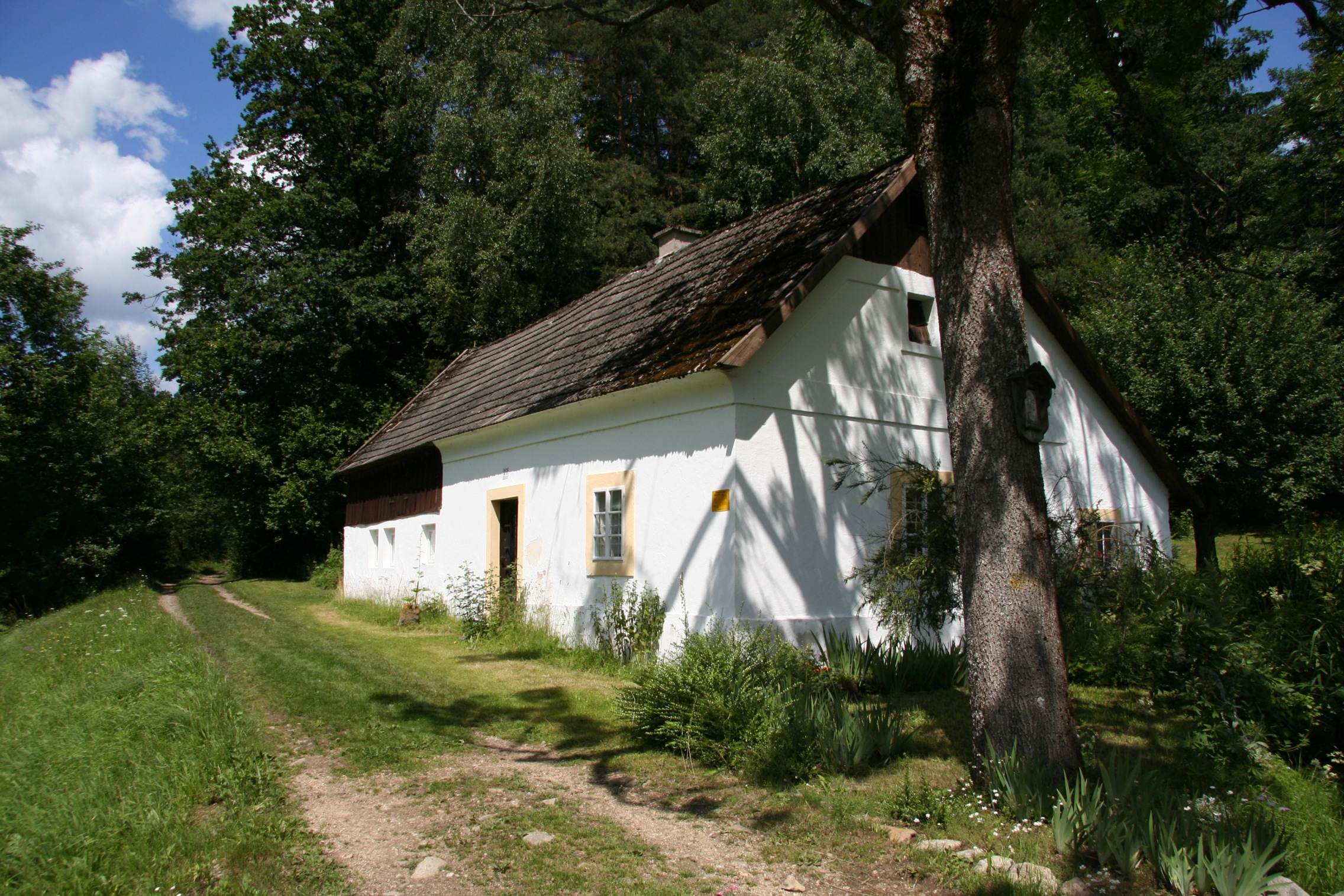
Strážní domek (č. 49) koněspřežky

Neumarkt im Mühlkreis je tržní obec (městys) v Horním Rakousku v okrese Freistadt v Mühlviertelu s 3175 obyvateli (k 1. lednu 2022).
Území obce se skládá z katastrálních území Matzelsdorf, Neumarkt im Mühlkreis, Trosselsdorf a Zeiss.

## Části obce
Na území obce je těchto 26 sídel (počet obyvatel v závorce je uveden podle stavu k 1. lednu 2022):
- Achleiten (30)
- Au (126)
- Baumgarten (64)
- Dingdorf (68)
- Götschka (287), spolu s Holzing
- Kronast (117), spolu s Fitzinger
- Lamm (101)
- Matzelsdorf (184) spolu s Möstling
- Möhringdorf (22)
- Neumarkt im Mühlkreis (1188), spolu s Perger, Seisenbach a Stroblmühle
- Oberzeiß (66)
- Pfaffendorf (39)
- Rudersdorf (145), spolu s Kaltengraben
- Sallersdorf (52)
- Schall (28)
- Schallersdorf (97), spolu s Grub a Halt
- Schiernersdorf (52)
- Schwandtendorf (74)
- Steigersdorf (29)
- Stiftung (23)
- Traidendorf (38)
- Trölsberg (25)
- Trosselsdorf (148)
- Unterzeiß (101)
- Willingdorf (14)
- Zissingdorf (57)

## Pamětihodnosti
- Koněspřežná dráha: Od roku 1832 do roku 1872 vedla trasa koněspřežné dráhy České Budějovice – Linec – Gmunden přes obec Neumarkt im Mühlkreis. Z koněspřežky se dochovalo několik budov, mostů a pražcových kamenů. Dnes po trase vede stezka koněspřežné železnice.
- Zřícenina hradu Kronest (z roku 1334).
- Zřícenina hradu Möstling.
- Katolický farní kostel v Neumarkt im Mühlkreis (první zmínka pochází z roku 1185).